# Toljattinskoje Obosrenije
Die Toljattinskoje Obosrenije (russisch Тольяттинское обозрение, auch „Toliatinskoie Oborosrenie“ geschrieben, deutsch „Toljatti-Umschau“) ist eine unabhängige russische Wochenzeitung aus der Stadt Toljatti.

## Geschichte
Die Zeitung hat sich durch ihre kritische Berichterstattung einen Namen gemacht. Unter anderem hat die Toljattinskoje Obosrenije wiederholt über kriminelle Machenschaften in der russischen Automobilhauptstadt Toljatti berichtet, in der das Blatt ansässig ist.
International bekannt wurde die Wochenzeitung, als innerhalb von eineinhalb Jahren zwei ihrer Chefredakteure ermordet wurden. Am 29. April 2002 wurde Waleri Iwanow aus kurzer Distanz durch acht Schüsse in den Kopf getötet. Iwanows Nachfolger Alexej Sidorow wurde am 9. Oktober 2003 von einem Unbekannten überfallen und mit einem spitzen Gegenstand niedergestochen. Nur Tage nach der Tat hatte der damalige Innenminister Boris Gryslow erklärt, der Mord sei aufgeklärt. Der Prozess gegen den angeblichen Mörder Alexej Sidorows endete allerdings mit einem Freispruch.